# Relíquies de la Mort

Les Relíquies de la Mort són tres objectes prodigiosos de la saga de Harry Potter de l'autora J.K. Rowling que, segons diuen, qui poseeixi les tres relíquies podrà subjugar a la mort. Les tres relíquies surten anomenades en el llibre Harry Potter i les relíquies de la Mort.
Les Relíquies foren creades pels tres germans Peverell (Antíoc, Cadmos i Ignot), (la història dels quals surt al llibre Rondalles del Bard Gallard, escrit en una versió adaptada per a nens mags). Aquestes relíquies són:
- La vareta d'àlber (creada per Antíoc Peverell)
- La pedra de la resurrecció (creada per Cadmos Peverell)
- La capa que fa invisible (creada per Ignot Peverell, del qual en Harry és l'últim descendent viu (raó per la qual en Harry posseeix la capa que fa invisible))